# Paso Limón, Chiapas
Paso Limón är en ort i Mexiko.   Den ligger i kommunen Bella Vista och delstaten Chiapas, i den sydöstra delen av landet, 800 km sydost om huvudstaden Mexico City. Paso Limón ligger 625 meter över havet och antalet invånare är 105.
Terrängen runt Paso Limón är varierad. Runt Paso Limón är det ganska tätbefolkat, med 108 invånare per kvadratkilometer. Närmaste större samhälle är Frontera Comalapa, 9,1 km öster om Paso Limón. I omgivningarna runt Paso Limón växer huvudsakligen savannskog.